# Левахане
Левахане (груз. ლევახანე) — село в Грузии, на территории Мартвильского муниципалитета края (мхаре) Самегрело-Верхняя Сванетия.

## География
Село находится в западной части Грузии, на левом берегу реки Абаши, на расстоянии приблизительно 9 километров (по прямой) к юго-западу от города Мартвили, административного центра муниципалитета. Абсолютная высота — 83 метра над уровнем моря.

## Население
По результатам официальной переписи населения 2014 года в Левахане проживало 104 человека (51 мужчина и 53 женщины). В национальной структуре населения грузины составляли 100 %.
| Год  | Население, человек |
| ---- | ------------------ |
| 2002 | 629                |
| 2014 | ↘ 104              |